# Vaďovce
Vaďovce (Hongaars: Vagyóc) is een Slowaakse gemeente in de regio Trenčín, en maakt deel uit van het district Nové Mesto nad Váhom.
Vaďovce telt 748 inwoners.